# Tennessee Titans 2004
La stagione 2004 dei Tennessee Titans è stata la 35ª della franchigia nella National Football League, la 45ª complessiva La squadra veniva da un record di 12–4 ma vinse solo 5 gare, mancando i playoff per la prima volta dal 2001. I Titans persero tre titolari della celebre stagione 1999: Jevon Kearse passò ai Philadelphia Eagles, il running back Eddie George fu svincolato e in seguito firmò con i Dallas Cowboys e il tight end Frank Whycheck si ritirò.

## Roster
| Roster dei Tennessee Titans nel 2004 |
| --- |
| Quarterback - 9 Steve McNair - 7 Billy Volek - 12 Doug Johnson Running Back - 29 Chris Brown - 32 Antowain Smith Wide Receiver - 85 Derrick Mason - 83 Drew Bennett - 82 Eddie Berlin - 87 Tyrone Calico - 81 Jason McAddley Tight End - 86 Ben Troupe - 88 Erron Kinney - 84 Shad Meier Offensive Linemen - 77 Justin Hartwig C - 75 Benji Olson G - 69 Zach Piller G - 72 Brad Hopkins T Defensive Linemen - 93 Kevin Carter DE - 96 Jared Clauss DT - 92 Albert Haynesworth DT - 90 Randy Starks DT Linebacker - 53 Keith Bullock - 59 Peter Sirmon OLB Defensive Back - 42 Scott McGarrahan SS - 23 Donnie Nickey SS - 21 Samari Rolle CB - 21 Andre Woolfolk CB Special Team - 1 Gary Anderson K - 15 Craig Hentrich P |
| Legenda - I rookie sono in corsivo. - Il primo ruolo è il principale mentre gli eventuali successivi indicano i ruoli secondari. - (IR) sta per Injured Reserve ed indica la lista ristretta per un solo giocatore infortunato che può tornare ad allenarsi dopo la settimana 6 e a rientrare in prima squadra dopo che questa ha giocato 8 partite. - (NF-Inj.) / (NF-Ill.) stanno rispettivamente per Non-Football Injured e Non-Football Illness ed indicano le liste dove viene inserito un giocatore che ha un infortunio o una malattia non dipendente dal football americano. - (PUP) sta per Physically Unable to Perform ed indica la lista dove viene inserito un giocatore mentre è in attesa di recuperare la condizione fisica. Nella stagione regolare dopo la sesta partita giocata dalla propria squadra, il giocatore ha tempo tre settimane per riprendere ad allenarsi, più tre settimane aggiuntive dal suo rientro agli allenamenti per rientrare in prima squadra. |

## Calendario
| Stagione regolare |                         |                    |                    |
| Turno             | Avversario              | Risultato          | TV                 |
| 1                 | at Miami Dolphins       | V 17–7             | CBS                |
| 2                 | Indianapolis Colts      | S 17–31            | CBS                |
| 3                 | Jacksonville Jaguars    | S 12–15            | CBS                |
| 4                 | at San Diego Chargers   | S 17–38            | CBS                |
| 5                 | at Green Bay Packers    | V 48–27            | ABC                |
| 6                 | Houston Texans          | S 10–20            | CBS                |
| 7                 | at Minnesota Vikings    | S 3–20             | CBS                |
| 8                 | Cincinnati Bengals      | V 27–20            | CBS                |
| 9                 | Settimana di pausa      | Settimana di pausa | Settimana di pausa |
| 10                | Chicago Bears           | S 17–19            | FOX                |
| 11                | at Jacksonville Jaguars | V 18–15            | CBS                |
| 12                | at Houston Texans       | S 21–31            | CBS                |
| 13                | at Indianapolis Colts   | S 24–51            | CBS                |
| 14                | Kansas City Chiefs      | S 38–49            | ABC                |
| 15                | at Oakland Raiders      | S 35–40            | CBS                |
| 16                | Denver Broncos          | S 16–37            | ESPN               |
| 17                | Detroit Lions           | V 24–19            | CBS                |

## Classifiche
| AFC South              | AFC South | AFC South | AFC South | AFC South | AFC South | AFC South | AFC South | AFC South | AFC South |
|                        | V         | S         | P         | %         | DIV       | CONF      | PF        | PS        | STR       |
| ---------------------- | --------- | --------- | --------- | --------- | --------- | --------- | --------- | --------- | --------- |
| (3) Indianapolis Colts | 12        | 4         | 0         | .750      | 5–1       | 8–4       | 522       | 351       | S1        |
| Jacksonville Jaguars   | 9         | 7         | 0         | .563      | 2–4       | 6–6       | 261       | 280       | V1        |
| Houston Texans         | 7         | 9         | 0         | .438      | 4–2       | 6–6       | 309       | 339       | S1        |
| Tennessee Titans       | 5         | 11        | 0         | .313      | 1–5       | 3–9       | 344       | 439       | V1        |